# 馬達加斯加地理
馬達加斯加是位於非洲東南部，印度洋中的岛国，首都安塔那那利佛。其主体馬達加斯加岛是世界面積第四大島，島上最高點是馬魯穆庫特魯山，海拔2,880公尺。馬達加斯加土地面积为581,540平方（224,530平方英里）。
全島可分為三部份：中部從北至南的高原地帶，高原東側至沿海的帶狀低地及高原西側緩慢傾斜的西部平原。東側有阿勞特拉湖盤地及曼吉魯河谷地。
島上河流大多發源於中部高原。東部河流相對較短而湍急，主要有馬納納拉河、曼古魯河等，流入印度洋。西部河流相對較長及平緩，主要有貝齊布卡河、曼古基河、馬尼亞河、馬哈瓦維河等，流入莫桑比克海峽。島上最大的湖泊是阿勞特拉湖。
马达加斯加生物资源丰富，长时间的隔绝导致了动物走向不同的演化道路，堪称“生物第八大洲”。

## 圖片集

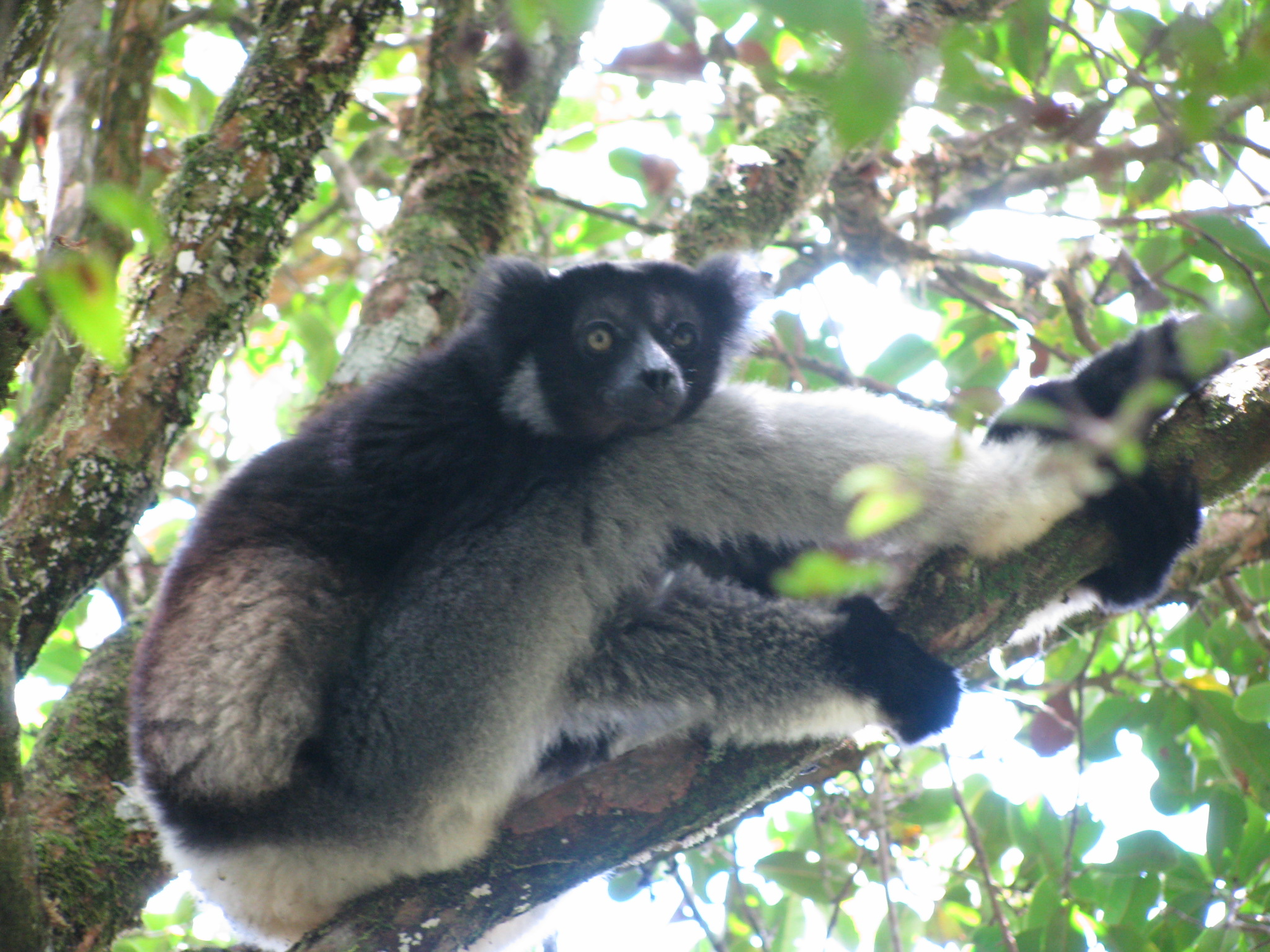
大狐猴
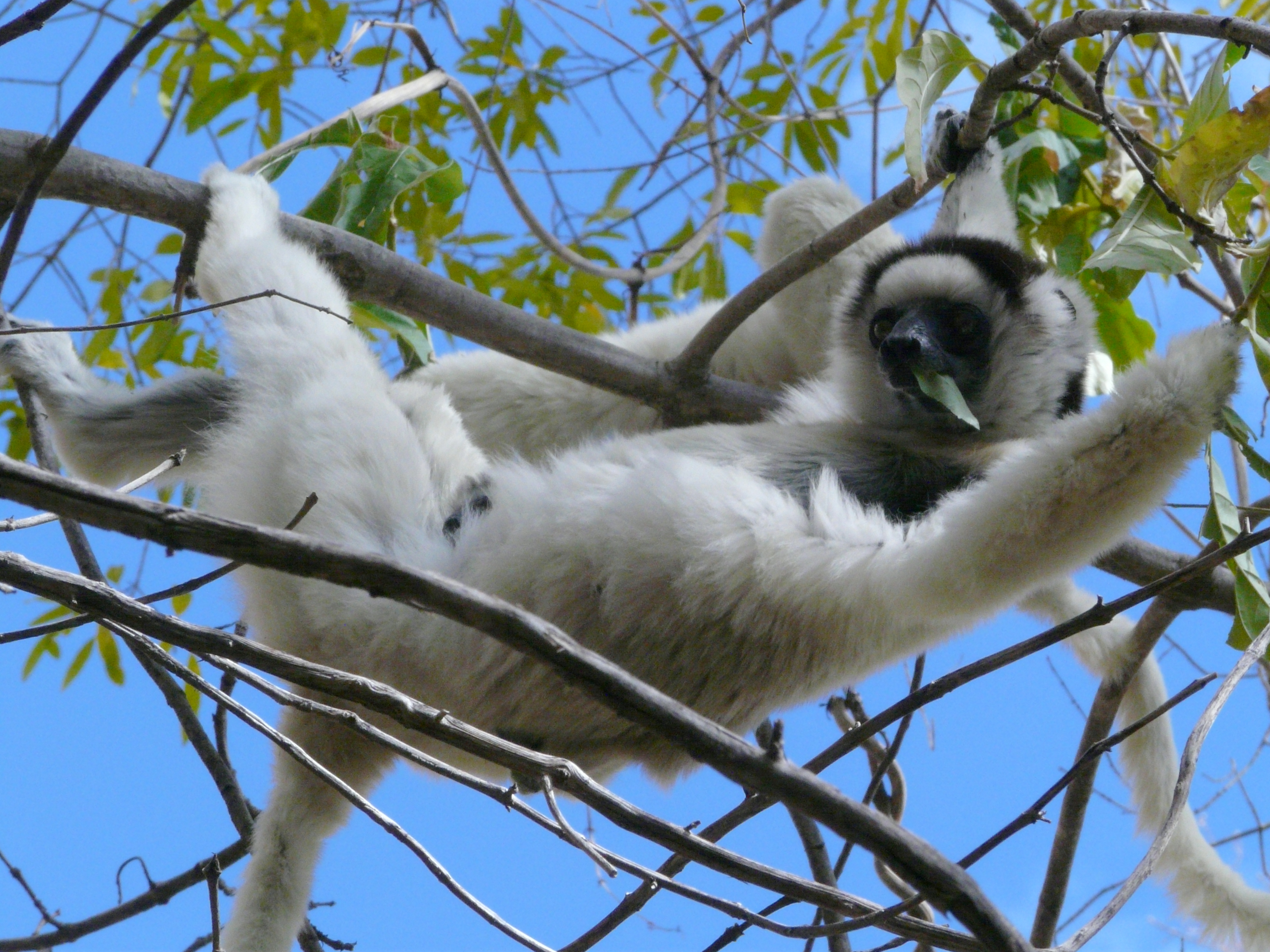
維氏冕狐猴
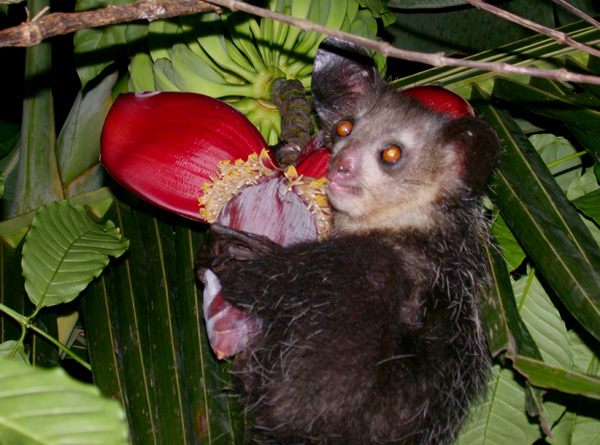
指猴
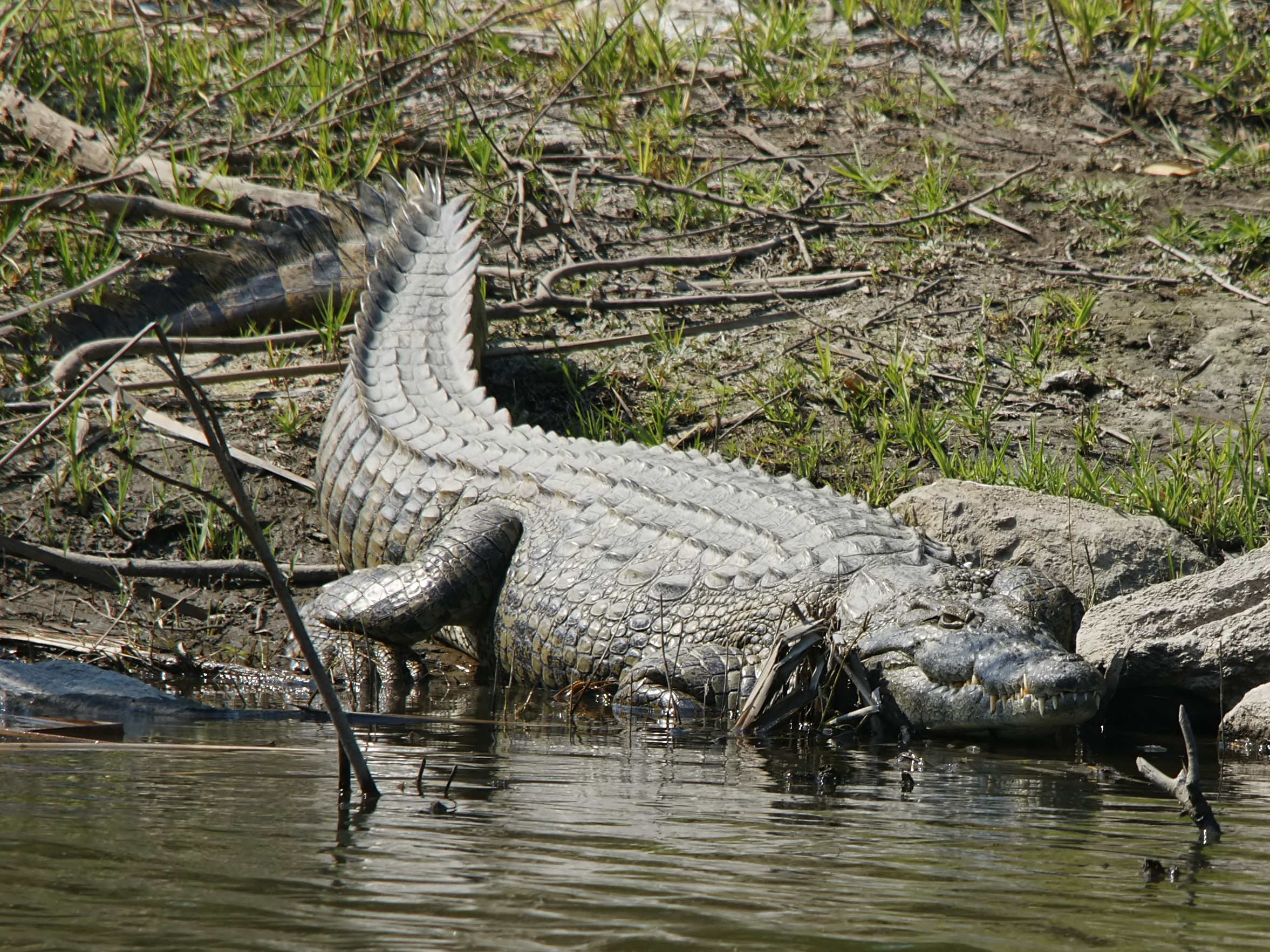
尼羅鱷